# Anna Skrzek
Anna Skrzek (ur. 10 kwietnia 1956 w Koszalinie) – polska doktor habilitowana nauk o kulturze fizycznej, specjalizująca się w fizjoterapii; nauczycielka akademicka związana z wrocławską Akademią Wychowania Fizycznego oraz Państwową Medyczną Wyższą Szkołą Zawodową w Opolu.

## Życiorys
Urodziła się w 1956 roku w Koszalinie, jednak swoją młodość spędziła we Wrocławiu, gdzie w 1975 roku ukończyła V Liceum Ogólnokształcące. Następnie podjęła studia na Wydziale Rehabilitacji Ruchowej na Akademii Wychowania Fizycznego we Wrocławiu, otrzymując dyplom magistra z wyróżnieniem w 1980 roku. Bezpośrednio potem znalazła zatrudnienie na swojej macierzystej uczelni w 1981 roku. Tam też otrzymała stopień naukowy doktora w 1988 roku, a następnie w 2005 roku stopień naukowy doktora habilitowanego na podstawie rozprawy nt. Trening zdrowotny a procesy inwolucyjne u kobiet.
Jest pracownikiem naukowym Wydziału Fizjoterapii Akademii Wychowania Fizycznego we Wrocławiu, piastując tam stanowisko profesora nadzwyczajnego. Na swojej uczelni pełniła szereg istotnych funkcji organizacyjnych. W latach 1996–2002 była prodziekanem ds. studiów zaocznych na Wydziale Fizjoterapii oraz kierownikiem Pracowni Krioterapii. Od 2006 roku jest kierownikiem Zakładu Fizjoterapii w Pediatrii i Neurologii. Od tego samego roku pracuje dodatkowo w Państwowej Medycznej Wyższej Szkole Zawodowej w Opolu na stanowisku profesora nadzwyczajnego. W 2012 roku została wybrana na urząd prorektora ds. nauczania wrocławskiej AWF.
Współpracuje z wieloma organizacjami naukowymi i społecznymi. Od 2007 roku jest przewodniczącą Oddziału Dolnośląskiego Polskiego Towarzystwa Gerontologicznego. Od 1996 do 2002 roku była sekretarzem Zarządu Głównego Polskiego Towarzystwa Kriomedycznego, a także pełniła funkcję przewodniczącej Komisji Rewizyjnej Oddziału Wrocławskiego Polskiego Towarzystwa Fizjoterapii. Od 2007 roku jest przewodniczącą Oddziału Dolnośląskiego Polskiego Towarzystwa Gerontologicznego. Jest również członkiem Polskiego Towarzystwa Kultury Fizycznej, Polskiego Towarzystwa Ortopedycznego i Traumatologicznego oraz Polskiego Towarzystwa Rehabilitacji.
Pracę naukową i dydaktyczną na uczelniach łączy równolegle z pracą zawodową w specjalistycznych jednostkach służby zdrowia. w ramach rozwoju zawodowego zdobyła specjalizację w zakresie fizjoterapii, certyfikaty specjalistycznych kursów, szkoleń, staży oraz tworzyła i promowała Wrocławską Szkołę Krioterapii.

## Dorobek naukowy
Głównymi kierunkami zainteresowań naukowych Anny Skrzek pozostają: fizjoterapia, rehabilitacja medyczna, krioterapia, osteoporoza, profilaktyka schorzeń narządu ruchu, problemy starzenia. W ramach swojej działalności naukowej opublikowała 63 oryginalne prace naukowe w polskich i zagranicznych czasopismach naukowych, 14 prac naukowych w drukach zwartych, a w czasopismach naukowych ukazało się 51 streszczeń jej prac. Brała czynny udział w 73 polskich i zagranicznych konferencjach naukowych. Była członkiem w 20. komitetach naukowych i organizacyjnych konferencji naukowych.

## Nagrody i wyróżnienia
Za swoją działalność naukową, dydaktyczną oraz społeczną uzyskała zaszczytne nagrody i wyróżnienia, w tym m.in.:
- Zespołową Nagrodę Prezesa Urzędu Kultury Fizycznej i Turystyki za Osiągnięcia Naukowe (1977)
- kilkakrotnie Nagrodę Rektora AWF we Wrocławiu[2]
- Srebrny Krzyż Zasługi (2001)[5]
- Złoty Krzyż Zasługi (2009)[6]
- Medal Komisji Edukacji Narodowej (2013)[2]